# Heinrich Geissler
Johann Heinrich Wilhelm Geissler (ur. 26 maja 1815 w Igelshieb, zm. 24 stycznia 1879 w Bonn) – niemiecki mechanik i szklarz.
Konstruował przyrządy naukowe, badał wyładowania elektryczne w gazach. Na początku 2. połowy XIX wieku wraz z Juliusem Plückerem podjął pierwsze systematyczne badania nad jarzeniowym wyładowaniem w rozrzedzonych gazach i w 1859 zauważył, że ścianka rury do wyładowań naprzeciwko katody świeci jasnym zielonym światłem; odkrył wówczas promienie katodowe.